# سودو
sudo (اختصاراً لـ substitute user do) هو برنامج للأنظمة الشبيهة بيونكس يسمح للمستخدمين بتشغيل البرامج مع وجود امتيازات الأمن الخاصة بمستخدمين آخرين (عادة ما يكون مدير النظام root). افتراضياً، يقوم sudo بالسؤال عن كلمة مرور المستخدم لكن من الممكن تعديله لكي يسأل عن كلمة مرور مدير النظام أو لا يسأل عن أي كلمات مرور على الإطلاق. من الممكن لـ sudo أن يقوم بتسجيل كل أمر تشغيل، وفي بعض الحالات يحل محل عملية دخول مدير النظام للقيام بالعمليات الإدارية كليةً، وأبرزها في لينكس أوبونتو وأبل ماك أو إس عشرة.
يتكون sudo من ثلاثة أجزاء :
```
* sudo : و هو الأمر في حد ذاته المستعمل من طرف المستخدمين. 
* "/etc/sudoers" : و هو ملف الإعدادات. 
* visudo: محرر خاص بملف إعدادات sudo يتيح العمل بأمان وكشف الأخطاء.
```

## الاستخدام
```
ثم الامر sudo
```

- للبرامج الرسومية

```
ثم اسم البرنامج gksudo
```

- في واجهة كيدي kde (للبرامج الرسومية)

```
ثم اسم البرنامج kdesudo
```

## اعدادات
فتح ملف الاعداد، والتعديل عليه
```
visudo
```

## أنظر أيضًا
- دواس